# Bisbat d'Ełk
El bisbat d'Elk (alemany: Diecezja ełcka, llatí: Dioecesis Liccanensis) és una seu de l'Església Catòlica a Polònia, sufragània de l'arquebisbat de Vàrmia. Al 2006 tenia 423.500 batejats sobre una població de 438.500 habitants. Actualment està regida pel bisbe Jerzy Mazur, S.V.D..

## Territori
La diòcesi comprèn la part oriental del voivodat de Vàrmia i Masúria i la part septentrional del de Podlàquia.
La seu episcopal és la ciutat d'Ełk, on es troba la catedral de Sant Adalbert. A Suwałki i a Gołdap hi ha dues cocatedrals, dedicades respectivament a Sant Alexandre i a Maria Santíssima.
El territori s'estén sobre 11.000 km², i està dividit en 152 parròquies, agrupades en 21 vicariats.

## Història
La diòcesi va ser erigida el 25 de març de 1992, en l'àmbit de la reorganització de les diòcesis poloneses desitjada pel Papa Joan Pau II, mitjançant la butlla Totus tuus Poloniae populus. El territori va ser pres de les diòcesis de Łomża i Varmia, que paral·lelament va ser elevada al rang d'arxidiòcesi.
El 16 d'abril del mateix 1992 s'inaugurà el seminari diocesà.

## Cronologia episcopal
- Wojciech Ziemba (25 de març de 1992 – 16 de novembre de 2000 nomenat arquebisbe de Białystok)
- Edward Eugeniusz Samsel † (16 de novembre de 2000 - 17 de gener de 2003 mort)
- Jerzy Mazur, S.V.D., des del 17 d'abril de 2003

## Estadístiques
A finals del 2006, la diòcesi tenia 423.500 batejats sobre una població de 438.500 persones, equivalent al 96,6% del total.
| any  | població | població | població | sacerdots | sacerdots       | sacerdots       | sacerdots             | diaques | religiosos | religiosos | parròquies |
| ---- | -------- | -------- | -------- | --------- | --------------- | --------------- | --------------------- | ------- | ---------- | ---------- | ---------- |
| any  | batejats | total    | %        | total     | clergat secular | clergat regular | batejats por sacerdot | diaques | homes      | dones      |            |
| 1999 | 423.050  | 446.550  | 94,7     | 289       | 250             | 39              | 1.463                 |         | 39         | 153        | 148        |
| 2000 | 433.500  | 450.000  | 96,3     | 273       | 231             | 42              | 1.587                 |         | 42         | 146        | 150        |
| 2001 | 437.000  | 470.000  | 93,0     | 288       | 251             | 37              | 1.517                 |         | 37         | 143        | 150        |
| 2002 | 440.000  | 470.000  | 93,6     | 297       | 261             | 36              | 1.481                 |         | 36         | 140        | 151        |
| 2003 | 435.000  | 450.000  | 96,7     | 301       | 265             | 36              | 1.445                 |         | 36         | 137        | 151        |
| 2004 | 425.000  | 440.000  | 96,6     | 300       | 261             | 39              | 1.416                 |         | 39         | 163        | 151        |
| 2006 | 423.500  | 438.500  | 96,6     | 318       | 278             | 40              | 1.331                 |         | 40         | 131        | 152        |